# Trophee Lagardère 2022
Il Trophee Lagardère 2022 è stato un torneo di tennis femminile giocato sui campi in terra rossa all'aperto. È stata la 1ª edizione del torneo dal 1992, facente parte del WTA Challenger Tour 2022. Il torneo si è giocato al Lagardère Paris Racing Club di Parigi in Francia dal 9 al 15 maggio 2022.

## Partecipanti al singolare

### Teste di serie
| Nazionalità | Giocatrice          | Ranking* | Testa di serie |
| ----------- | ------------------- | -------- | -------------- |
| Estonia     | Kaia Kanepi         | 55       | 1              |
| Polonia     | Magda Linette       | 56       | 2              |
| Brasile     | Beatriz Haddad Maia | 65       | 3              |
|             | Varvara Gračëva     | 73       | 4              |
|             | Anna Kalinskaja     | 75       | 5              |
|             | Anastasija Potapova | 78       | 6              |
| Stati Uniti | Claire Liu          | 86       | 7              |
| Polonia     | Magdalena Fręch     | 88       | 8              |

* Ranking al 25 aprile 2022.

### Altre partecipanti
Le seguenti giocatrici hanno ricevuto una wild card per il tabellone principale:
- Fiona Ferro
- Linda Fruhvirtová
- Elsa Jacquemot
- Séléna Janicijevic

La seguente giocatrice è entrata in tabellone con il ranking protetto:
- Dar'ja Saville

Le seguenti giocatrici sono passate dalle qualificazioni:
- Delia Gaillard
- Arianne Hartono
- Marine Partaud
- Anastasija Zacharova

La seguente giocatrice è entrata in tabellone come lucky loser:
- Joanne Züger

### Ritiri
Prima del torneo
- Anna Blinkova → sostituita da  Christina McHale
- Océane Dodin → sostituita da  Hailey Baptiste
- Caroline Garcia → sostituita da  Anastasija Potapova
- Ann Li → sostituita da  Maddison Inglis
- Anna Karolína Schmiedlová → sostituita da  Anna Blinkova
- Wang Qiang → sostituita da  Jang Su-jeong
- Heather Watson → sostituita da  Joanne Züger
- Vera Zvonarëva → sostituita da  Donna Vekić

## Partecipanti al doppio

### Teste di serie
| Nazione     | Giocatrice             | Nazione     | Giocatrice          | Rank1 | Seed |
| ----------- | ---------------------- | ----------- | ------------------- | ----- | ---- |
| Brasile     | Beatriz Haddad Maia    | Francia     | Kristina Mladenovic | 152   | 1    |
| Georgia     | Oksana Kalašnikova     | Giappone    | Miyu Katō           | 157   | 2    |
|             | Anna Kalinskaja        |             | Anastasija Potapova | 184   | 3    |
| Regno Unito | Samantha Murray Sharan | Stati Uniti | Ingrid Neel         | 217   | 4    |

* Ranking al 25 aprile 2022.

### Altre partecipanti
Le seguenti giocatrici hanno ricevuto una wild card per il tabellone principale:
- Delia Gaillard /  Jang Su-jeong

## Campionesse

### Singolare
Claire Liu ha sconfitto in finale  Beatriz Haddad Maia con il punteggio di 6–3, 6–4.

### Doppio
Beatriz Haddad Maia /  Kristina Mladenovic hanno sconfitto in finale  Oksana Kalašnikova /  Miyu Katō con il punteggio di 5–7, 6–4, [10–4].